# La araucana (película de 1971)
La araucana (Conquista de Gigantes) es una película chilena de 1971 dirigida por Julio Coll y protagonizada por Elsa Martinelli, Venantino Venantini, Víctor Barrera y Julio Peña. Está basada en el poema épico La araucana de Alonso de Ercilla que trata de la guerra de Arauco.

## Argumento
La película trata de la expedición castellana al mando de Pedro de Valdivia a Chile en el siglo XVI desde Perú, su fundación de la ciudad Santiago, su lucha contra los araucanos, que atacaron y casi destruyeron Santiago, y que fueron repelidos con la ayuda decisiva de Inés de Suárez, y su intento de vencerlos de forma definitiva, lo que culmina en la batalla de Tucapel, donde es vencido y matado por ellos bajo el mando de Lautaro, un indio que conocía y que aprendió de los españoles para luego utilizar con éxito lo aprendido contra ellos, lo que lleva a que los araucanos puedan detener el avance de los castellanos de forma decisiva.
Entre sus singularidades e imprecisiones históricas del argumento, la película presenta: una supuesta emboscada mapuche a Valdivia en las inmediaciones de Cuzco, Perú; un Pedro de Valdivia generoso y humanitario con los indígenas que exclama frases como "decid a los soldados que esta tierra es de todos, incluso de los araucanos y que ella odia la guerra tanto como nosotros" (1:23:30); los indígenas tienen aspecto de blancos europeos; ocurren terremotos sin consecuencias ni sorpresa para los personajes cada cierto tiempo en el metraje; la Batalla de Tucapel ocurre en un paisaje árido de vegetación esclerófila del centro de Chile y no las ciénagas y bosques lluviosos del sur de Chile; en el clímax Lautaro y Pedro de Valdivia pelean un duelo de espadas; en la batalla muere Inés de Suárez, entre otras muchas.

## Reparto
- Elsa Martinelli - Inés de Suaréz
- Venantino Venantini - Pedro de Valdivia
- Víctor Barrera - Lautaro
- Julio Peña - Rodrigo de Quiroga
- Beni Deus - Padre Marmolejo
- Eduardo Fajardo - Pedro de la Gasca
- Elisa Montés - La Coya
- Juan Pérez Berrocal - Colo Colo
- Carlos Matamala - Michimalonco
- Ricardo Palacios - Caupolicán
- Alberto Dalbés - Fiscal

## Producción
Los exteriores de la película fueron filmados en Chile (cercanías de Santiago, Tabolango, Desierto de Atacama, Rautén, y escenas de créditos en el sur de Chile), Perú (Lima y Cuzco) y España (inmediaciones de Madrid). La filmación en estudios se realizó en Italia y España. Se informó y publicó ampliamente del rodaje. De esa manera se crearon grandes expectativas para el estreno.
La música, de tono épico y estilo cercano a la de spaguetti western y cine péplum, es de Carlo Savina, compositor italiano de amplia colaboración con la cinematografía de ese país, quien compuso la música de cintas como El desierto rojo de Michelangenlo Antonioni, varios spaguetti western del personaje Django (Pochi dollari per Django) o I clowns de Federico Fellini.
El guion, polémico por sus debilidades, esquematismo e imprecisión histórica, fue coescrito por el chileno Enrique Campos Menéndez, quien a la fecha del estreno (1971) pertenecía al movimiento ultraderechista Patria y Libertad y después sería un intelectual orgánico de la dictadura militar chilena. 
Para la película se usaron varios, especialmente en las escenas de batallas como en la destrucción de Santiago por los picunches, los efectos especiales estuvieron a cargo del español Antonio Molina. En varias escenas los mapuches disparan flechas a los españoles, para lograr un efecto realista los actores que recibían los impactos llevaban una coraza o armadura de madera debajo de la ropa para que se clavaran las flechas, las flechas se disparaban a través de un alambre o cable, este efecto era común y se usó en muchas películas del cine western. 
En algunas escenas de combate, en particular en una de la batalla final en la que se salpica sangre a la lente, el film adquiere el estilo de explicitación de la violencia propio del cine de explotación italiano de la época. 

## Recepción
La obra cinematográfica fue un fracaso de taquilla y fue mal recibida por la crítica.Se criticó su poca precisión histórica, quizás la escena más criticada fue la escena final de la muerte de Pedro de Valdivia quien muere en una lluvia de flechas.